# Айлиль мак Доннхада
Айлиль мак Доннхада (др.‑ирл. Ailill mac Donnchada; погиб в 803) — король Миде (802—803) из рода Кланн Холмайн.

## Биография
Айлиль был одним из сыновей правителя Миде и верховного короля Ирландии Доннхада Миди.
Король Доннхад Миди скончался в феврале 797 года. После него престол унаследовал его сын Домналл, погибший в 799 году. В «Анналах четырёх мастеров» сообщается, что король был убит своими братьями, а в «Анналах Инишфаллена» — что он погиб в сражении с неким Келлахом. Современные же историки предполагают, что, скорее всего, убийцами Домналла были его собственные братья, Айлиль и Конхобар. Новым правителем Кланн Холмайн и королём Миде стал дядя убитого монарха, Муйредах мак Домнайлл Миди.
О правлении Муйредаха мак Домнайлла Миди ничего не известно, кроме того, что он умер в 802 году. После его смерти верховный король Ирландии Аэд Посвящённый, представитель конкурировавшего с Кланн Холмайн рода Кенел Эогайн, совершил поход в Миде, во время которого разделил власть в этом королевстве между двумя племянниками скончавшегося монарха, Конхобаром и Айлилем. О том, как разделялись полномочия между братьями, среди историков существуют различные мнения: одни считают, что на престол был возведён Конхобар, а Айлиль стал его соправителем (др.‑ирл. lethrí Midi), другие, что верховная власть над Миде была передана Айлилю. Предполагается, что разделяя власть в королевстве между двумя правителями, Аэд Посвящённый пытался ослабить своих противников из Кланн Холмайн. Однако сделать это ему не удалось: уже в следующем году Конхобар разбил при Руба Конайлл (современном Ратконнелле около Маллингара) войско своего брата. Айлиль погиб в сражении, и это позволило Конхобару сосредоточить в своих руках всю власть над королевством Миде.